# ميرمحلة (غرغان)
ميرمحلة (بالفارسية: میرمحله) هي قرية تقع في قسم استرآباد الشمالي الريفي في إيران. يقدر عدد سكانها بـ 1,071 نسمة.